# Africactenus sladeni
Africactenus sladeni là một loài nhện trong họ Ctenidae.
Loài này thuộc chi Africactenus. Africactenus sladeni được Hyatt miêu tả năm 1954.